# Sewertzows roodmus
Sewertzows roodmus (Carpodacus rubicilla  severtzovi) is een zangvogel uit de familie Fringillidae (Vinkachtigen). De vogel wordt beschouwd als een ondersoort van de grote roodmus (Carpodacus rubicilla) onder andere door BirdLife International. Daarom heeft de soort geen eigen vermelding op de Rode Lijst van de IUCN.

## Status
BirdLife International beschouwt Sewertzows roodmus en de grote roodmus als een en dezelfde soort met een zeer groot verspreidingsgebied. De grootte van de populatie in de Kaukasus (de grote roodmus) wordt geschat op 5.100-10.000 en vormt waarschijnlijk slechts 5% van de populatie van Sewertzows roodmus. De populaties van grote roodmus en Sewertzows roodmus samen zijn stabiel, om deze redenen staat deze roodmus als niet bedreigd op de Rode Lijst.